# Messor rufus
Messor rufus är en myrart som beskrevs av Santschi 1923. Messor rufus ingår i släktet Messor och familjen myror.

## Underarter
Arten delas in i följande underarter:
- M. r. rufus
- M. r. striolatus